# Янковский, Евгений Осипович
Евгений Осипович Янковский (1837—1892) — русский государственный и военный деятель, генерал-майор.

## Биография
Родился 7 (19) марта 1837 года в старинной дворянской (шляхетской) семье Полтавской губернии. Воспитывался в Константиновском кадетском корпусе, по окончании которого 16 июня 1856 года был произведён в прапорщики и определен в лейб-гвардии Семёновский полк и тогда же прикомандирован к Михайловской артиллерийской академии. 
Выпущенный из академии по первому разряду, он был назначен преподавателем артиллерии сначала в Киевском, а потом в Павловском кадетском корпусе. Однако педагогическая деятельность Янковского продолжалась недолго; 17 апреля 1859 года он был переведён в Лейб-гвардии конную артиллерию, где служил до 1864 года. С этого времени началась чисто административная его деятельность. 
Командированный в распоряжение учредительного комитета в Царстве Польском, он исполнял обязанности сначала члена Люблинской комиссии по крестьянским делам, а затем был комиссаром той же комиссии, принимая самое деятельное участие во всех её работах. Спустя четыре года Янковский был произведён в подполковники и вышел в отставку, причём за труды по устройству крестьян в Царстве Польском ему была Высочайше пожалована серебряная медаль. 
В 1869 году он снова поступил на военную службу и был зачислен в корпус жандармов, с назначением правителем дел управления Варшавского жандармского округа, годом позже был награждён орденом Св. Владимира 4-й степени. В этой должности он состоял десять лет. 
После русско-турецкой войны Янковский в 1879 году был командирован в распоряжение генерал-адъютанта князя Дондукова-Корсакова для устройства в Восточной Румелии полицейской и жандармской части, но пробыл там всего несколько месяцев; 24 апреля того же года он был причислен к Министерству внутренних дел с оставлением по армейской кавалерии, а 15 мая произведён в генерал-майоры и назначен Бессарабским губернатором. 
Пробыв в Бессарабии три месяца, он 19 августа того же года был переведён в Москву на должность обер-полицмейстера. В Москве Янковский прослужил ровно три года и 18 августа 1882 года был назначен Астраханским губернатором и наказным атаманом Астраханского казачьего войска. В следующем году, 24 августа, он был переведён губернатором в Полтавскую губернию и награждён орденом Св. Станислава 1-й степени, в 1886 году был удостоен ордена Св. Анны 1-й степени; наконец, 25 февраля 1889 года был назначен Волынским губернатором. 
Так как в Волыни совершенно не было уездных предводителей дворянства, а должности их исполняли в большинстве случаев мировые посредники, часто не принадлежавшие даже к дворянскому сословию, Янковский все места уездных предводителей заместил местными русскими землевладельцами. Вообще Янковский составил себе на Волыни репутацию энергичного администратора с твердым русским направлением.
Скончался 29 июля (10 августа) 1892 года в Варшаве и там же был погребён, на православном кладбище.